# Under the Lake
"Under the Lake" é o terceiro episódio da nona temporada da série de ficção científica Doctor Who, transmitido originalmente através da BBC One em 3 de outubro de 2015. É a primeira parte de um episódio divido em dois capítulos, sendo a segunda parte o episódio "Before the Flood"; ambos foram escritos por Toby Whithouse e dirigidos por Daniel O'Hara. Os dois episódios se passam em períodos de tempo diferentes - "Under the Lake" ocorre no ano de 2119 e "Before the Flood" durante a década de 1980.
O enredo se passa em uma unidade de mineração submarina chamada de Cilindro, que desenterrou uma espaçonave vazia. Os membros da tripulação, em seguida, começam a morrer, e quando o Doutor (Peter Capaldi) e Clara Oswald (Jenna Coleman) chegam três dias depois, eles encontram-se confrontados com um exército de fantasmas homicidas sem olhos. Em forma de Prentis, interpretado por Paul Kaye, este episódio marcou o retorno dos Tivolians, uma raça vista pela última vez em 2011 no episódio O Complexo de Deus, também escrito por Toby Whithouse.

## Enredo
O Doutor (Peter Capaldi) e Clara (Jenna Coleman) chegam em uma base submarina no ano de 2119. A equipe militar de lá descobriu uma nave espacial alienígena, mas um membro da sua tripulação foi morto após a sua descoberta. Agora um Tivoli (raça vista anteriormente em O Complexo de Deus) e seu tripulante morto voltaram como fantasmas e tentam matá-los. O Doutor e os outros tentam captura-los e entender o que eles querem, descobrindo posteriormente que eles estão repetindo coordenadas para uma igreja na cidade submersa.
Lá, eles encontram uma cápsula bloqueada em animação suspensa e entendem que os fantasmas são utilizados como receptores de chamada para aquele local, e quanto mais fantasmas, mais forte o sinal. Após os fantasmas provocarem uma inundação, o Doutor decide voltar antes da inundação da cidade e descobrir o que está na cápsula e o verdadeiro significado por trás do sinal.
No entanto, a caminho de lá, ele se separa de Clara. Ela e os tripulantes Cass e Lunn, permanecem na base, enquanto o Doutor, junto com O'Donnell e Bennet, voltam no tempo com a TARDIS. Depois que saem, Clara e os restantes membros se reúnem numa sala de jantar, a tempo de verem um novo fantasma através da janela, descobrindo que ele era o próprio Doutor.

### Continuidade
O Doutor diz que o "fantasma" de cartola é do planeta Tivoli, mencionado pela primeira vez na história "The God Complex", do Décimo primeiro Doutor, que contou com um membro de sua espécie nativa chamado Gibbis. Ao ponderar sobre o que os "fantasmas realmente são", o Doutor elimina a possibilidade de que eles são avatares de carne ("The Rebel Flesh" / "The Almost People"), Autons ("Rose"), ou almas presas na Nethersphere ("Dark Water" / "Death in Heaven").